# La fuga di Socrate
La fuga di Socrate er en italiensk stumfilm fra 1923 af Guido Brignone.

## Medvirkende
- Carlo Aldini som Ajax (Aiace)
- Ruy Vismara som Annita
- Vasco Creti
- Giuseppe Brignone
- Miss Rolfo som Liliana